# Mauricio Flores Ríos
Mauricio Flores Ríos (Valparaíso, 10 de septiembre de 1990) es un ajedrecista chileno, reconocido con el título de Gran Maestro Internacional.

## Resultados destacados en competición
Fue tres veces ganador del Campeonato de ajedrez de Chile en 2005, 2006 y 2007.
Participó representando a Chile en tres Olimpíadas de ajedrez en 2006 en Turín, en 2012 en Estambul y el 2014 en Tromsø.
Fue campeón Panamericano por edades en dos ocasiones, la primera vez fue en la categoría sub-16 en Cuenca, Ecuador, en 2006. La segunda vez fue en sub-18, en Córdoba, Argentina, en 2008. 
Fue campeón del Southwest Collegiate 2009, US Class 2010, y del Abierto Internacional de Montcada 2013 por sobre otros 20 GMs. Finalizó tercero en el Circuito Catalán de 2013.
Es el jugador más joven en alcanzar el campeonato de Chile con 15 años y lograr el título de Gran Maestro de ajedrez en Chile a los 18 años.